# Liste der öffentlichen Fischskulpturen in Kaiserslautern
Die Fischskulpturen in Kaiserslautern waren ein Projekt rund um das Wappentier der Stadt, einen Hecht oder Karpfen, das dort anlässlich des 725. Stadtjubiläums im Jahr 2001 ins Leben gerufen wurde.

## Konzept
Zum 725. Stadtjubiläum der Stadt Kaiserslautern wurde im Jahr 2001 die Aktion „fishing for fantasy“ ins Leben gerufen. Ziel dieser Aktion war es, ganz Kaiserslautern mit mehr als 240 Fisch-Skulpturen für einen Sommer lang in ein Freilicht-Aquarium zu verwandeln. Kaiserslautern war damals eine der ersten Städte, die ihr Wappentier in einer solchen Form im öffentlichen Raum umsetzten.
Geschaffen wurden die 2,40 m langen und 40 kg schweren Skulptur-Rohlinge von dem Bildhauer und Künstler Karl Seiter. Die Herstellung übernahm die Firma Wolters, welche auch die Dinosaurier für die Gartenschau fertigte. Die Ausgestaltung wurde nach dem Erwerb Firmen, Institutionen, Behörden sowie Privatpersonen überlassen. Selbst ganze Schulklassen oder Kindergartengruppen machten sich an die Arbeit und gestalteten einige Fisch-Skulpturen. Die meisten Fische wurden auf einer etwa 500 kg schweren Betonplatte befestigt, andere aber auch an Hauswände oder in Bäume gehängt, auf Räder gestellt oder in Einzelteile zerlegt und mosaikartig ausgestellt. Der Preis für einen Fisch-Rohling lag bei 1400 DM, die Bestellfrist war der 19. Februar 2001.
Feierlich eröffnet wurde das Stadtjubiläum mit einem Fischfest, welches zwischen dem 1. und 4. Juni 2001 rund um die Stiftskirche stattfand, wo alles mit Sandstrand, Palmen, Booten, Netzen und Fischerhütten geschmückt wurde. Hierbei wurden zudem die gestalteten Fischskulpturen im Stadtgebiet ausgestellt. Anlässlich des Festes gab es sowohl Rundgänge und Planwagenfahrten sowie maßstabsgetreue Fischrohlinge im Miniformat für 29,90 DM zu kaufen. Sowohl mit den Fischskulpturen in Originalgröße als auch im Miniformat wurden Schönheitswettbewerbe durchgeführt, bei denen u. a. der Autofisch „Wanda“ zum schönsten Fisch in Originalgröße gekürt wurde. Nach Abschluss der Aktion wurden sowohl ein Wandkalender, als auch ein Buch herausgegeben.
Heute ist von den ehemals über 240 Skulpturen nur noch ein Teil in Kaiserslautern und Umgebung anzutreffen. Nach der Aktion wurden einige der Fische verschenkt, temporär auf dem Gelände der Gartenschau ausgestellt oder versteigert. Verschenkt wurden insgesamt 12 Fische, beispielsweise an Schulen, Kindergärten oder den Zoo Kaiserslautern. Die Versteigerung der Fische, die am 29. November 2007 endete, war mit 1000–3000 Aufrufe pro Fisch auf der Versteigerungsplattform sehr erfolgreich. Die weiteste Reise machte ein Fisch nach Güby im Kreis Rensburg-Eckernvörde, aber auch aus Herne und Nördlingen wurden Fische ersteigert. Der Erlös aus den Versteigerungen wurden für den guten Zweck gespendet.
Durch anstehende Gebühren (beispielsweise für die teilweise aufgedruckte Werbung auf den Fischen sowie die Sondernutzung im öffentlichen Raum) wurden die meisten privaten Fische nach der Aktion aus dem öffentlichen Raum auf Privatgelände umgelagert. Somit haben die Fische oft nicht nur den Standort gewechselt, sondern wurden durch die neuen Eigentümer zum Teil ganzheitlich umgestaltet.
Bis heute befinden sich noch rund 70 Fischplastiken in Stadt und Umgebung, welche für die Öffentlichkeit sichtbar sind und bestaunt werden können.

## Beteiligung der Partnerstädte
Auch die Partnerstädte Kaiserslauterns beteiligten sich an der Aktion und haben insgesamt 15 Fische gestaltet. Die Fische der Partnerstädte Davenport, Saint-Quentin, Newham, Bunkyo-ku, Brandenburg an der Havel, Silkeborg, Plewen, Columbia, Guimarães und Douzy wurden unter dem Motto „Die vier Elemente Erde-Feuer-Wasser-Luft“ gestaltet und während der Aktion rund um den Fackelbrunnen ausgestellt. Auch Banja Luka, damals nur befreundete Stadt und heute offizielle Partnerstadt von Kaiserslautern, beteiligte sich mit einem Fisch an der Aktion. Die Idee und Umsetzung des Fisches aus Banja Luka ist dem international renommierten Bildhauer Dusan Pasic aus Banja Luka zuzuschreiben.
Die Stadt Guimarães aus Portugal gestaltete darüber hinaus noch 5 weitere Fische, welche von Unternehmen gekauft wurden. Beispielsweise gestaltet eine Schuhfabrik einen braunen Fisch mit gelben Schuhabdrücken, eine Wäschefabrik einen blauen Fisch mit weißen Fäden, ein Bauunternehmen einen Fisch mit Backsteinen, ein Unternehmen, welches Besteck fertigt, einen schwarzen Fisch mit aufgemaltem Besteck und das Tourismusbüro einen schwarzen Fisch mit roten und grünen Türmen.
Auch die amerikanischen Luftstreitkräfte der Ramstein Air Base gestalteten gemeinsam mit dem Deutsch-Amerikanischen und Internationalen Frauenclub zwei Fische als Symbol der Freundschaft.

## Liste von Fischskulpturen im öffentlichen Raum in Kaiserslautern
| Bild | Nr. | Aktueller Name                                                                   | Gestaltet von | Ehemalige Adresse                    | Aktuelle Adresse                                 | Verortung |
| ---- | --- | -------------------------------------------------------------------------------- | --- | ------------------------------------ | ------------------------------------------------ | --------- |
|      | 16  | 72-Stunden-Aktion (ehemaliger Name: Aspekt)                                      | Schülerinnen der St. Franziskus-Realschule                                                                                          | Am Altenhof                          | St.-Franziskus-Straße 2, auf dem Schulhof (Lage) |           |
|      | 17  | Albert Glubsch                                                                   | Schülerinnen der 10b des St. Franziskus-Gymnasiums                                                                                  | Am Altenhof                          | St.-Franziskus-Straße 2, auf dem Schulhof (Lage) |           |
|      | 29  | Keiper Taumler 2000                                                              | Jörg Launer | Mainzer Straße                       | Hertelsbrunnenring 1                             |           |
|      | 30  | TANZSCHUL-BLUBBY                                                                 | Matthias Hüther und Bernhard Rieder                                                                                                 | St.-Martins-Platz                    | Gersweilerweg 49                                 |           |
|      | 31  | Kreuzung                                                                         | Andreas Helmling | Mölschbach                           | Douzystraße/Hammelstrift Mölschbach              |           |
|      | 40  | Betzefisch                                                                       | Grundschule Schillerschule | Münchstraße                          | Fritz-Walter-Stadion                             |           |
|      | 50  | Carlson                                                                          | Eckart Fest und Karl Seiter | Paffenbergstraße 114                 | Paffenbergstraße 114                             |           |
|      | 51  | 100-Jahre-Fisch (ehemaliger Name: Goldfisch)                                     | Manfred Engelmann | Fischerstraße 25                     | Fischerstraße 25                                 |           |
|      | 52  | Speisefisch Hohenecker Art                                                       | Kindermalschule der Pfalzgalerie - Trude Deubig                                                                                     | Adresse: Schlossstraße 1, Hohenecken | Adresse: Schlossstraße 1, Hohenecken             |           |
|      | 53  | Häuser                                                                           | Roland Albert mit Schülern des Gymnasiums am Rittersberg                                                                            | Riesenstraße                         | Am Altenhof 6, im Maklerbüro                     |           |
|      | 69  | Phönix                                                                           | Höhn Communication Partners | Europaallee 6                        | Europaallee 6                                    |           |
|      | 70  | Rotkreuzfisch                                                                    | Irina Grünewalt und Volker Tinti | Barbarossastraße 27                  | Barbarossastraße 27                              |           |
|      | 71  | Tandy                                                                            | Andy Tecles | Ludwigstraße                         | Ludwigstraße Höhe Schanzstraße 15                |           |
|      | 78  | Swimmy                                                                           | Kindergarten auf dem Seß | Marktstraße                          | Alex-Müller-Straße 78                            |           |
|      | 82  | Wanda                                                                            | Martina Stingl | Merkurstraße                         | Opelkreisel 20–22                                |           |
|      | 85  | Lutrina                                                                          | Edgar Gerhards ANTARES Werbeagentur Autolackiererei Herzberg                                                                        | Kerststraße                          | An der Kalause 11                                |           |
|      | 86  | Martinus                                                                         | Frau Dr. Ciba und Schwester Sabine Voigt                                                                                            | Spittelstraße 4                      | Spittelstraße 4                                  |           |
|      | 89  | Für alle Kinder dieser Welt                                                      | Kerstin Woll, Yasmin Brockschläger und Wolfgang Akamphuber                                                                          | Schneiderstraße                      | Finsterbrunnertal 1, Schopp                      |           |
|      | 90  | Specht-Hecht                                                                     | Matthias Hoffmann und Jürgen Gamber                                                                                                 | Kaiserberg                           | Zum Tierpark 10, im Zoo am Grillplatz            |           |
|      | 92  | Schillerfisch                                                                    | Schülerinnen und Schülern der Grundschule Schillerschule                                                                            | Julius-Küchler-Straße 1              | Buchholzstraße 31, Bruchmühlbach-Miesau          |           |
|      | 105 | Papagei                                                                          | Eva Henrich | Siegelbach Dorfplatz                 | Zum Tierpark 10, im Zoo (Lage)                   |           |
|      | 106 | Nixe                                                                             | Jutta Firschke | Rauschenweg/Hohenecker Straße        | Rauschenweg/Hohenecker Straße                    |           |
|      | 107 | Elektra                                                                          | Höhn Communication Partners | Schneiderstraße 15                   | Hertelsbrunnenring 14                            |           |
|      | 109 | Willi                                                                            | Beverly Bennett Nevers | Am Altenhof                          | Kantstraße 9                                     |           |
|      | 113 | mathyes                                                                          | Hadassa Smith | Sauerwiesen 10, Siegelbach           | Sauerwiesen 10, Siegelbach                       |           |
|      | 115 | Der Tiger im Fisch                                                               | Regina Meininger-Rausch | Logenstraße                          | Kohlenhofstraße 6–12                             |           |
|      | 128 | Barbo's Fischbrötchen                                                            | Atelier Faulhaber, Reba Design GmbH und Gamber Art                                                                                  | Am Altenhof                          | Marie-Curie-Straße 2                             |           |
|      | 130 | Wiggerl - Königlich-Bayrischer Hofbräuhausfisch                                  | Nicole Blach und Siggi Hühne | Mühlstraße 19                        | Mühlstraße 19                                    |           |
|      | 131 | KMC-Fisch                                                                        | Angehörige der Kaiserslautern Military Community                                                                                    | Ecke Lauterstraße/Benzinoring        | Ecke Lauterstraße/Benzinoring                    |           |
|      | 133 | Bretzi                                                                           | Hermann Halfmann | Merkurstraße 13                      | Denisstraße 28                                   |           |
|      | 134 | Technik-Fisch (ehemaliger Name: BLUE(S)FISH)                                     | Karl Seiter | Brahmsstraße 11                      | Paul-Ehrlich Straße 20                           |           |
|      | 137 | Jeder ist anders – Gemeinsam macht stark                                         | Trude Deubig und Lisa Deubig | Im Brunnen am Altenhof               | Am Nussbäumchen 1                                |           |
|      | 143 | Die vier Elemente Erde-Feuer-Wasser-Luft - Partnerfisch Douzy-Mölschbach         | M. Forster und Jugend Mölschbach | Fackelbrunnen                        | Douzystraße 1, Mölschbach                        |           |
|      | 145 | Schule ohne Rassismus - Schule mit Courage (Name des Fisches: Felix von Lautern) | Barbarossa-Schule | Pirmasenser Straße/Karcherstraße     | Friedrichstraße 75, auf dem Schulhof             |           |
|      | 162 | Incognito                                                                        | MSS-Schülerinnen des Burggymnasiums: Katrin Strack, Bettina Kunz, Nadine Stein, Eugenia Fionek und Ellina Richert; Leitung Uwe Roth | Karl-Marx-Straße                     | Pariser Straße/Im Harderwald                     |           |
|      | 163 | SWR-Fisch                                                                        | Xaver Mayer | Fliegerstraße 36                     | Fliegerstraße 36                                 |           |
|      | 168 | Friedrich Barbarossa II Federico                                                 | Hauptschule Bännjerrück, Christel Hammel und Schüler der Sekundarstufe 1                                                            | Schillerplatz                        | Leipziger Str. 109                               |           |
|      | 169 | Fisch-Moll                                                                       | ANTARES Werbeagentur | Mühlstraße 3                         | Mühlstraße 10                                    |           |
|      | 173 | Europafisch                                                                      | Gerhard Degen, Heidi Noichl, Dieter Burghaus, Jennifer Fleischmann (alle Stadtplanungsamt)                                          | Willy-Brandt-Platz 1                 | Willy-Brandt-Platz 1, Rathausfoyer 1. Stock      |           |
|      | 175 | Patentfisch                                                                      | Robin Derdau | Paul-Ehrlich Straße 32               | Paul-Ehrlich Straße 32                           |           |
|      | 176 | Futurama                                                                         | Michael Schäfer und Herbert Schneider                                                                                               | Berliner Straße 14–16                | Berliner Straße 14–16                            |           |
|      | 178 | Gemeinsam sind wir stark                                                         | Kindergarten Mobile, Projektteam Dekra Akademie GmbH Auszubildende 1.+2. Lehrjahr+Kombimaßnahme                                     | Asternweg 61                         | Asternweg 61                                     |           |
|      | 182 | Fisch zur Freiheit                                                               | Mitglieder der Gemeinde, Autolackiererei Lenhard Weilerbach                                                                         | Adolph-Kolping-Platz 14              | Adolph-Kolping-Platz 14                          |           |
|      | 191 | Freundschaftsfisch                                                               | Helga Bäcker | Am Altenhof                          | Lauterstraße 2, Foyer Rathaus Nord               |           |
|      | 193 | Warmfreibad                                                                      | Klasse 9c der Geschwister Scholl-Schule und Erika Bauer                                                                             | Entersweiler Straße - Warmfreibad    | Entersweiler Straße - Warmfreibad                |           |
|      | 198 | Der Hütterer                                                                     | Grundschule Erzhütten, 4.Klasse Entlassjahr 2001 und Frau Burckhardt                                                                | Grundschule Erzhütter Straße 101     | Grundschule Erzhütter Straße 101                 |           |
|      | 203 | Sander                                                                           | Gartenschau-Gelände | Gartenschau-Gelände                  | Von-Miller-Straße 9a                             |           |
|      | 206 | Bahnheimer Hecht                                                                 | Baugenossenschaft Bahnheim eG | Bahnheim 17                          | Bahnheim 17                                      |           |
|      | 214 | ING                                                                              | Ulrike Hedeler und Jörg Schneider                                                                                                   | Logenstraße                          | Flickerstal 5                                    |           |
|      | 219 | UNI-Fisch                                                                        | Eckart Fest und Karl Seiter | Erwin-Schrödinger-Straße 47          | Erwin-Schrödinger-Straße 47                      |           |
|      | 220 | IVW-Fisch                                                                        | Eckart Fest und Karl Seiter | Stiftsplatz                          | Erwin-Schrödinger Straße 55                      |           |
|      | 226 | Ideenwald-Fisch (ehemaliger Name: Therafisch)                                    | Fahrzeuglackierer der Handwerkskammer der Pfalz, geleitet von Oliver Schäfer                                                        | Europaallee 1                        | Erwin-Schrödinger-Straße 46                      |           |
|      | 228 | Handwerkskammer der Pfalz                                                        | | Am Altenhof                          | Im Stadtwald 15                                  |           |
|      | 235 | Alfa Romeo                                                                       | Mainzer Straße 77 | Mainzer Straße 77                    |                                                  |           |
|      | 237 | Stock Fish                                                                       | Maike Hoffmann | Karl-Marx-Straße 13                  | Stiftsplatz 6–7, Treppenhaus 1.Stock             |           |
|      | 241 | Geo                                                                              | Jörg Krop | Hertelsbrunnenring 7                 | Hertelsbrunnenring 14–19                         |           |
|      |     | Golffisch                                                                        | |                                      | Am Hebenhübel, Mackenbach                        |           |
|      |     | Japanischer Garten                                                               | |                                      | Am Abendsberg 1                                  |           |
|      |     | Reisebüro zum Vogelwoog                                                          | |                                      | Pariser Straße 51, im Schaufenster               |           |
|      |     | Anglerfisch „Gut Fang“                                                           | |                                      |                                                  |           |
|      |     | Entsorgungs-Fisch 1                                                              | |                                      | An der Heide 10, Mehlingen                       |           |
|      |     | Entsorgungs-Fisch 2                                                              | |                                      | An der Heide 10, Mehlingen                       |           |
|      |     | Frontalstraße-Fisch                                                              | |                                      |                                                  |           |
|      |     | Motschweiher-Fisch                                                               | |                                      | Motschweiher, Waldmohr                           |           |
|      |     | Fisch Waldfischbach                                                              | |                                      | Am Bauhof 1, Waldfischbach                       |           |
|      |     | DAK                                                                              | |                                      | Grüner Graben 24, im Schaufenster                |           |
|      |     | Feuerwehr Kaiserslautern                                                         | |                                      | Gelterswoog 2, auf dem Campingplatz              |           |
|      |     | Barbarossahof                                                                    | |                                      | Eselsfürth 10                                    |           |
|      |     | ZAK                                                                              | |                                      | Kapiteltal 1                                     |           |